# Dean Butler (hockeyer)
Dean William Butler  (Warwick, 26 januari 1977) is een voormalig hockeyer uit Australisch. 
Butler verloor met de Australische ploeg in 2002 de finale van het wereldkampioenschap van Duitsland. Twee jaar later tijdens de Olympische Spelen in Athene versloeg Butler met zijn ploeggenoten in de finale het Nederlands elftal door middel van een golden goal.

## Erelijst
- 1998 -  Champions Trophy mannen in Lahore
- 2000 - 5e Champions Trophy mannen in Amstelveen
- 2001 -  Champions Trophy mannen in Rotterdam
- 2002 -  Wereldkampioenschap in Kuala Lumpur
- 2002 - 5e Champions Trophy mannen in Keulen
- 2003 -  Champions Trophy mannen in Amstelveen
- 2004 –  Olympische Spelen in Athene
- 2006 - 4e Champions Trophy mannen in Terrassa